# Giả túc

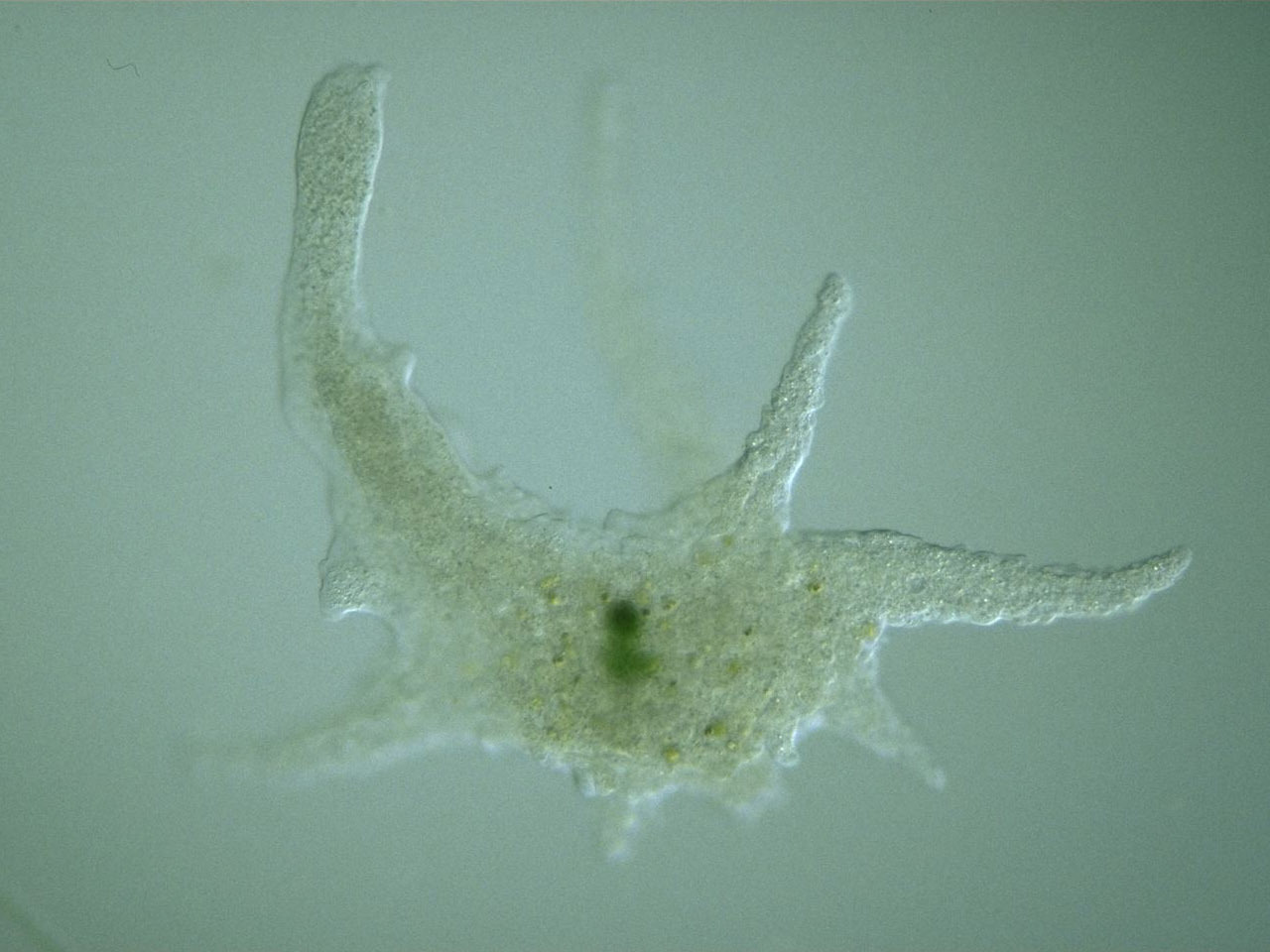
Chaos carolinense đang mọc chân giả

Giả túc (tiếng Latinh: pseudopodium) là tế bào chất tạm thời của một tế bào nhân thực hay một sinh vật đơn bào.